# Ducat de Francònia

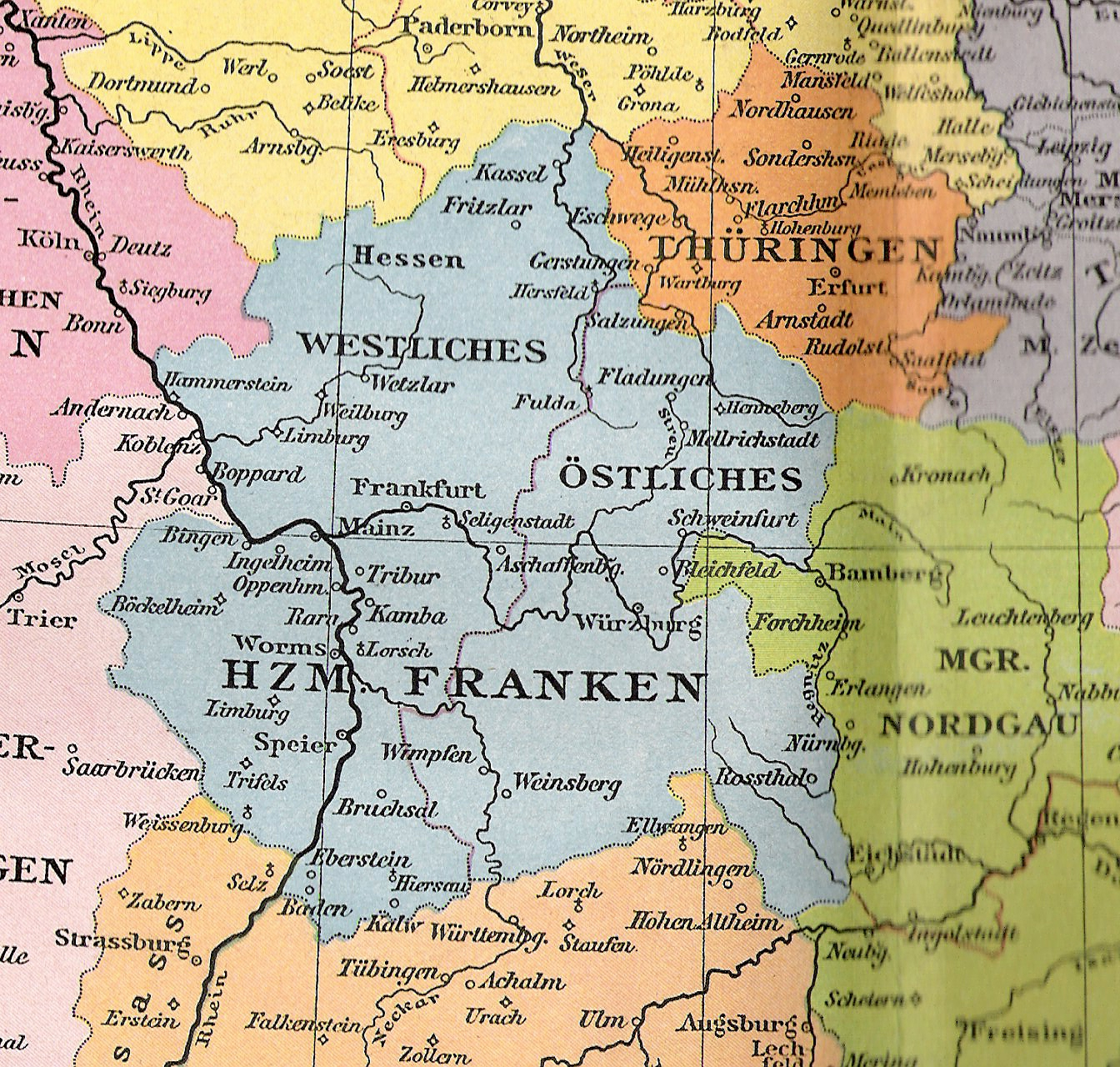
Francònia vers l'any 800

El Ducat de Francònia (en alemany: Herzogtum Franken) és un dels cinc ducats arrel que van formar el Sacre Imperi, format el segle X de la desintegració de l'Imperi Carolingi.
Tenia la capital a Nuremberg i comprenia els bisbats de Bamberg, Wurszburg, Eichstätt, la comanderia de l'Orde Teutònic de Bad Mergentheim, els principats de Brandenburg-Bayreuth, Brandenburg-Ansbach, Henneberg-Schleusingen, Henneberg-Roemhild, Henneberg-Schmalkalden, Loewenstein-Werthheim, Hohenlohe-Waldenburg, les ciutats imperials de Nuremberg, Rothenburg ob der Tauber, Bad Windsheim, Schweinfurt, i Weissenburg, a més de diversos comtats, inclòs el de Hohenlohe.

## Història
La regió havia estat al segle v el centre del regne de Turíngia, que va ser conquerit pels francs el 527. Els francs anomenaren aquelles terres "França oriental", en contraposació a la Renània que era coneguda com a "França Occidental". A finals del segle x el nom de la regió havia evolucionat a Francònia.
Amb la fragmentació de l'Imperi Carolingi, el ducat es consolidà com un territori independent l'any 902. L'any 906 la dinastia Conradina prengué el control del ducat i el 911 Conrad, membre de la dinastia, va accedir al tron germànic deixant el ducat al seu germà Eberard, que moriria el 939 a la batalla d'Andernach. El va succeir Conrad el Roig de la branca de la família coneguda com a Dinastia Sàlica, que va morir combatent els invasors magiars (hongaresos).
L'any 1024 el 6è duc de Francònia Conrad va ser escollit rei d'Alemanya i coronat emperador el 1027. D'aquesta manera el ducat quedava com una possessió imperial, i la nissaga de reis sàlics donava tres emperadors més al Sacre Imperi: Enric III (1028-1053), Enric IV (1053-1111), i Enric V (1111 - 1125).
Les donacions dels monarques de parts dels territoris que componien el ducat als seus vassalls van acabar fragmentant el Ducat de Francònia i convertint-lo en nombroses entitats independents. El nom de Francònia va caure en desús, tot i que el 1500 es va crear el cercle imperial de Francònia. Eventualment, la major part de Francònia va acabar sent incorporada a Baviera el 1803 després de l'aliança dels bavaresos amb Napoleó.

## Ducs de Francònia

### Dinastia Conradina
- Conrad I, dit "el vell"(906): Conquerí el ducat de Francònia a la Casa de Babenberg, morint en batalla contra ells.
- Conrad II, dit "el jove" (906-918): Fill de l'anterior. Esdevingué rei d'Alemanya com a Conrad I.
- Eberard (918-939): Germà de l'anterior. Tot i que havia ajudat al seu pare a guanyar al tron, es revoltà contra l'emperador Otó I i morí en batalla contra ell.

### Dinastia Sàlica
Després dels conradins, el ducat va ser atorgat a la dinastia sàlica que ja eren Ducs de Lorena. Tanmateix és possible que el Conrad el Roig no fos nomenat duc sinó comte de Francònia.
- Conrad III, dit "el Roig" (941-955): net d'una germana de Conrad I, morí combatent els magiars.
- Otó de Worms (fill) comte a Francònia 955-978 i 985-1002, duc de Caríntia 978-985 i 1002-1004 (no portava el títol de duc de Francònia) 
  - Enric de Spira (fill), comte a Francònia ?-vers 985 (+ vers 995)
- Conrad IV (fill) comte a Francònia 1002-1024, emperador 1024-1039

A la mort de Conrad, les terres van ser incorporades a la corona imperial.

### Dinastia Hohenstaufen
El 1115 l'emperador sàlic Enric V va entregar les terres de la Francònia Occidental al seu nebot Conrad de Hohenstaufen, que utilitzaria aquest títol. Conrad acabaria succeint Enric al tron germànic, de manera que les terres tornaren a quedar incorporades a la corona.
- Conrad V (1115-1138): fill de la germana de l'emperador Enric V.